# Тадж уль-Алам
Тадж уль-Алам Сафіятуддін Сіах (1612 — 23 жовтня 1675) — султана Ачех в 1641—1675 роках. Ім'я перекладається як «Світовий вінець, чистота віри».

## Життєпис
Походила з династії Мевкута Алам. Донька султана Іскандара Муди та Камаліах (Путрое Пханг) з Пахангу. Народилася 1612 року, отримавши ім'я Путрі Шрі Алам Пермусурі. У 1617 році Іскандар Муда завоював султанат Паханг на Малайському півострові. Син колишнього султана, Іскандар Тані був доставлений до Ачеха, де виховувався як названий син Іскандара Муди. 1619 року було влаштовано його весілля з Путрі Шрі Алам Пермусурі.
1636 року після смерті батька її чоловік став новим султаном, але помер вже 1641 року. Через 3 дні після
цього вищими сановниками і знаттю було домовлено, що Путрі Шрі Алам Пермусурі стане султаншею. Спротив улемів придушив авторитетний ісламський вчитель Нуруддін ар-Ранірі. При сходженні на трон взяла ім'я Тадж уль-Алам Сафіятуддін Сіах.
Невдовзі влада Таджуль-Алам обмежувалася столицею та навколишніми землями, в провінціях фактичну владу набули улеебаланг (намісники) та улеми. В результаті Абдул Джаліл-шах III, султан Джохора, в союзі з голландцями перейшов у наступ. На Малайському півострові було втрачено більшість володінь, окрім Пераку.
У 1650 році генерал-губернатор Корнеліс ван дер Лійн відправив посланця Йогана Труйтман до Ачеха. Тут отримав підтримку від Раджі Бінтари та полководця (магараджи-шрі-магараджи), за допомогою яких голландцю вдалося домогтися угоди, яка дозволяла лише Голландській Ост-Індській компанії монопольно купляти вироби в Пераку. 1651 року почалися конфлікти з торгівцями Голландської Ост-Індської компанії, що намагалися встановити владу над Пераком, де добували олово. Водночас султанша почала політику приборкання місцевої знаті та улеебалангів, створила власну гвардію з жінок. Втім 1659 року внаслідок блокади голландським флотом портів Ачеху Тадж уль-Алам вимушена була підписати угоду з компанією, за якою половина олова, що добувалося в Пераку належала голландцям. Також встановлювалася торговельна монополія Голландської Ост-Індської компанії в портах Ачеху.
Невдале протистояння голландцям було  компенсовано вдалим розвиток  покладів золота, що наповнили скарбницю.Також султанша зменшила мита для торгівців в портах Ачеху, що сприяло стрімкому розвитку посередницької торгівлі, насамперед перцем. Водночас активно стали експортувати місцевих слонів до імперії Великих Моголів. При цьому султанша відкинула спробу голландців встановити власну монополію на торгівлю слонами. Але також обережено ставилас ядо активності Англійської Ост-Індської компанії, про що свідчить її лист королю Карлу II у 1661 році.
У 1663 році між голландцями та низкою невдоволених вождів на західному узбережжі було підписано Пайнанський договір, спрямований проти султанши. 1664 року голландський флот захопив узбережжя від річки Індрапура на півдні до Тіку на півночі. За цим почалася нова блокада портів Ачеху, внаслідок чого Тадж уль-Алама підписала нові невигідні угоди. 1669 року на сході Суматри повстало місто Делі.
Султанша більше приділяла уваги розвитку літератури, підтримувала суфіїв та шафійський мазгаб, сприяла поширенню ісламу. На замовлення султанши муфтій Нуруддін ар-Ранірі написав книгу під назвою «Хідаятул Імам» («Прямий шлях»), яка була призначена для широкого загалу, а Абдуррауф Сінгкіл— «Мір'aт аль-Туллаб фі Тас'їл Мава'із аль-Бадіî» як інструкція для каді при виконанні їхніх обов'язків. Ця книга, написана в 1663 році, є першою книгою з релігійного права, написаною малайською мовою. 1668 року відправила перших ісламських проповідників до Сіаму.
Померла Тадж уль-Алам 1675 року. Їй спадкувала представниця побічної гілки правлячої династії Нурул Алам.